# 陈明 (歌手)
陈明（1968年7月15日—），女，河南洛阳人，中國歌手，机械热处理专业，1992年参加了广东省首届歌舞厅歌手大赛，成为冠军。在这场比赛中，正式签约中唱广州公司,正式成为一名签约唱片歌手。1993年5月，出版发行了自己的第一张唱片《相信你总会被我感动》，但销量并不好，陈明沉寂了很久。1994年，陈明参加青年歌手大奖赛，获得了专业组通俗唱法优秀奖。同年，推出专辑《寂寞让我如此美丽》，從此開始得到各界的認識。

## 演藝經歷
1994年参加青年歌手大奖赛，获得了专业组通俗唱法优秀奖。这次比赛使她从作曲家刘彤手里收获了一首歌——《寂寞让我如此美丽》。 同年，推出专辑《寂寞让我如此美丽》，获得业界和大众中的认可。陈明是“94新生代”中南方阵营的唱将之一。在中国内地原创音乐发展最为蓬勃的年份，陈明以 《寂寞让我如此美丽》这首极佳的作品，取得了自己在原创乐坛的地位。
1997年《仙乐飘飘》专辑里的一首由浮克创作、充满新疆音乐风情的《快乐老家》，为陈明的音乐注入了新的味道。在《为你》后的《快乐老家》，风格更加直接奔放，发行后风靡全国。1998年，内地第一部青春偶像剧《将爱情进行到底》在全国热播。陈明在该剧中出演了一个名叫珊珊的角色，并演唱了其中的插曲《等你爱我》。随着电视剧在全国热播，这首歌也被人们广泛认知。1999年，陈明推出第六张专辑《珍珠泪》，同时这也是她在中唱的最后一张专辑。
1999年10月12日，陈明签约好友毛宁所在的国际音乐公司索尼音乐，并在2000年4月15日推出了专辑《幸福》。这张专辑由港台团队打造，转型探索并未收到预期的市场反响。陈明的歌唱事业从此转入了一个相对平淡的低潮。随着索尼音乐在中国内地业务的调整，陈明沉寂了四年，期间拥有了自己的家庭。
2004年 ，陈明签约京文唱片，并在36岁生日当天发行了她的新专辑《让爱情优先》。2009年，陈明签约音华娱乐传媒经纪公司，在12月推出了历经三年筹备的第十一张专辑 《时光曼妙》。
2013年1月，陈明参加湖南卫视音乐节目《我是歌手》，通过音乐重新回到大众视野。2013年5月，参加金鹰卡通卫视《中国新声代》，担任人气导师。同年8月，陈明在北京保利剧院举行了出道20年首场演唱会 “明明有你——陈明北京演唱会”，为观众呈现了包括新歌《日日月月》在内的30余首经典歌曲。除了众好友串场主持，女儿小草莓也首次在公众面前亮相。

## 音樂專輯
| 專輯 | 發行時間       | 名稱                          | 發行公司   | 曲目 |
| ---- | -------------- | ----------------------------- | ---------- | --- |
| 1st  | 1993年5月23日  | 《相信你總會被我感動》        | 中唱广州   | 曲目 1. 枕著你的名字入眠 2. 雨夜探戈 3. 一個人的黃昏 4. 想念你的夜晚 5. 相信你總會被我感動 6. 是我不小心 7. 請你聽我說 8. 離開廣州的時候 9. 本來我可以是一個很幸福的人 10. How Are You My Friend |
| 2nd  | 1994年12月10日 | 《寂寞讓我如此美麗》          | 中唱广州   | 曲目 1. 夜玫瑰 2. 寂寞讓我如此美麗 3. 燈火闌珊處有你 4. 輕輕的海風我的心 5. 還愛 6. 午夜的時候 7. 花落 8. 心中的故鄉 9. 城市的冬天 10. 半個月亮                                                  |
| 3rd  | 1996年5月1日   | 《天使飛進你夢裡》            | 中唱广州   | 曲目 1. 為你 2. 天使飛進你夢裡 3. 遠空的呼喚 4. 昨夜下了一場雨 5. 忘不了的雪 6. 陪你走過一生一世 7. 戀愛 8. 藍色的船歌 9. 紅顏知己 10. 怎麼才能停止想你 11. 浪漫的星星                           |
| 4th  | 1997年4月9日   | 《仙樂飄飄》                  | 中唱广州   | 曲目 1. 快樂老家 2. 我在飛 3. 仙樂飄飄 4. 我是你的夢 5. 無憂無慮 6. 星語 7. 孩子 8. 瀰漫 9. 萬花筒 10. 預感                                                                                      |
| 5th  | 1997年7月1日   | 《為你 新歌+精選》            | 中唱广州   | 曲目 1. 為你 2. 寂寞讓我如此美麗 3. 遠空的呼喚 4. 燈火闌珊處有你 5. 紅顏知己 6. 半個月亮 7. 天使飛進你夢裡 8. 昨夜下了一場雨 9. 夜玫瑰 10. 還愛 11. 枕著你的名字入眠 12. 唯有寬容                |
| 6th  | 1997年12月31日 | 《风情舞夜 經典巡禮之舞曲版》 | 中唱广州   | 曲目 1. 快樂老家 2. 為你 3. 寂寞讓我如此美麗 4. 夜玫瑰 5. 紅顏知己 6. 無憂無慮 7. 燈火闌珊處有你 8. 枕著你的名字入眠 9. 遠空的呼喚 10. 我在飛                                                    |
| 7th  | 1998年9月1日   | 《為了愛 影視歌曲+新歌》      | 中唱广州   | 曲目 1. 為了愛 2. 心中只有你 3. 金玉良緣 4. 遙遠的永遠 5. 不圓的月亮也有圓的夢 6. 奔 7. 唯有寬容 8. 冷暖人間 9. 聚首 10. 關懷                                                                    |
| 8th  | 1998年12月31日 | 《珍珠淚》                    | 中唱广州   | 曲目 1. 珍珠淚 2. 浮世英雄 3. 別走開 4. 動心的雲 5. 找我 6. 時光小鎮 7. 飛花 8. 夢遊在城市的鳥 9. 貼心 10. 她是誰                                                                                |
| 9th  | 2000年4月15日  | 《幸福》                      | 索尼音樂   | 曲目 1. 幸福 2. 你是愛情的原因（林志炫合唱） 3. 你呀你 4. 桃之夭夭 5. 學飛 6. 我要找到你 7. 捕捉愛情的女人 8. 我過得很好 9. 讓愛自由 10. 曾經快樂過                                              |
| 10th | 2004年7月15日  | 《讓愛情優先》                | 京文唱片   | 曲目 1. 讓愛情優先 2. 不懂 3. 情花 4. Like an angel 5. 問 6. 無謂 7. 降落 8. 愛・在路上 9. 執迷 10. 不讓你失望                                                                                   |
| 11th | 2009年12月23日 | 《時光曼妙》                  | 保利唱片   | 曲目 1. 信 2. 如果你愛我 因為我愛你 3. 給你的愛 4. 春秋 5. 聲聲慢 6. 公主 7. 天天心晴 8. On The Way 9. 無聊的一天 10. 時光曼妙                                                                   |
| 12th | 2015年8月25日  | 《夢旅人》                    | 星外星唱片 | 曲目 1. 靜美的花 2. 謝謝你愛我那麼深 3. Super star 4. 那些傷感的愛情 5. 夢旅人 6. 幸福是什麼 7. 到底是愛還是談得來 8. 慢慢來 9. 那個人 10. 愛 11. 日日月月                                       |
| 13th | 2018年1月23日  | 《在未知命運的河流上》        | 新禧未來   | 曲目 1. 河流 2. 再見的另一面 3. 相遇如果不是因為愛情 4. 耳邊的月光 5. 此生無憾 6. 謝謝你離開我 7. 美麗不回頭的往昔 8. 你怎麼樣都美 9. 那顆星 10. 第一片雪花                                      |

## 榮譽
- 1992年10月广东省首届歌舞厅歌手大赛冠军
- 1993年10月"沪粤港"歌手大赛优秀奖
- 1993年年度广东"岭南新歌榜"最具潜质新人奖
- 1993年年度广州十大新音乐最有希望新人奖
- 1993年年度广州电视台"爱人杯"获最佳新人奖
- 1993年年度上海东方台东方新人奖
- 第六届全国青年歌手大赛专业组通俗唱法优秀奖第一名
- 1994年年度广东"岭南新歌榜"最受欢迎女歌手
- 1994年年度广州十大新音乐最受欢迎女歌手
- 北京'94风云人物歌手奖
- 1994年广东新歌榜十佳歌手之首
- 1995年广东创作歌曲大赛最佳女歌手银奖
- 1995年江苏文艺台最受欢迎女歌手
- 1995年南宁电台最受欢迎女歌手
- 1996年上海"东方风云榜"最受欢迎女歌手
- 原创97年广东省歌坛优秀歌手奖
- 1997年东方风云榜最佳女歌手
- 1998年东方风云榜最佳女歌手
- 2003第十届《东方风云榜》风云成就奖
- 2003中国原创歌曲大奖获奖歌手
- 2006年CCTV-MTV音乐盛典内地年度最佳女歌手
- 2013上海"东方风云榜"二十年风云成就歌手

## 比賽
2013年參加了我是歌手 (第一季)成為了首發歌手，在第六期時被淘汰。
| 我是歌手第一季比賽歌曲 |                      |        |        |                              |        |      |          |
| 期數                   | 演唱曲目             | 原唱   | 作词   | 作曲                         | 编曲   | 排名 | 備註     |
| 第一期                 | 《等你愛我》         | 陳明   | 小柯   | 小柯                         | 梁翹柏 | 7    |          |
| 第二期                 | 《當我想你的時候》   | 汪峰   | 汪峰   | 汪峰                         | 金志文 | 6    |          |
| 第三期                 | 《情人的眼淚》       | 潘秀瓊 | 陳蝶衣 | 姚敏                         | 金志文 | 5    |          |
| 第三期                 | 《思念是一种病》     | 齊秦   | 虹樂隊 | 虹樂隊                       | 金志文 | 5    |          |
| 第四期                 | 《心痛的感覺》       | 蘇芮   | 邰肇玟 | 邰肇玟                       | 丁 寧  | 4    |          |
| 第五期                 | 《日不落》           | 蔡依林 | 崔惟楷 | Bodies Without Organs        | 梁翹柏 | 5    |          |
| 第六期                 | 《新不了情》         | 萬芳   | 黃鬱   | 鮑比達                       | 丁 寧  | 7    | 淘汰     |
| 第七期                 | 《聽說愛情回來過》   | 林憶蓮 | 李偲菘 | 李偲菘                       | 梁翹柏 | —    | 返場表演 |
| 復活賽                 | 《寂寞讓我如此美麗》 | 陳明   | 妮南   | 劉彤                         | 梁翹柏 | —    | 未復活   |
| 復活賽                 | 《梨花又開放》       | 周峰   | 丁小齊 | 因幡晃                       | 梁翹柏 | —    | 未復活   |
| 總決賽                 | 《Better Man》       | 林憶蓮 | 姚謙   | Guy Chambers Robbie Williams | 梁翹柏 | —    | 返場表演 |

## 資料來源
1. ↑  戴方（北京晚报）. . 新浪娛乐. 1999年10月12日  [2022年2月6日]. （原始内容存档于2022年2月6日）.
2. ↑  雷玲（千山晚报）. . 新浪娛乐. 2000年3月24日  [2022年2月6日].
3. ↑  . 东方娛乐. 2004年7月16日  [2015年3月1日]. （原始内容存档于2015年4月2日）.
4. ↑  . 新華網. 2013年2月23日  [2015年3月1日]. （原始内容存档于2017年3月5日）.